# ジュールズ・ストロンボー
ジュールズ・ストロンボー（Jules Strongbow）のリングネームで活躍したフランク・ヒル（Frank Hill、本名：Francis Huntington、1952年11月29日 - ）は、ネイティブ・アメリカン（アメリカン・インディアン）の元プロレスラー。アメリカ合衆国カンザス州カンザスシティ出身。

## 来歴
1970年代にフランク・ヒル（Frank Hill）名義でデビュー。インディアン・ギミックのベビーフェイスとして、中西部のNWAセントラル・ステーツ地区やAWAなどで活動する。1978年にはAWAにて、ニック・ボックウィンクル、ブラックジャック・ランザ、ボビー・ダンカン、レイ・スティーブンス、パット・パターソン、スーパー・デストロイヤー・マークII、アンジェロ・モスカ、ロード・アルフレッド・ヘイズ、セシル・デュボアなど大物ヒールのジョバーを務め、インディアン・レスラーの大御所ワフー・マクダニエルのパートナーにも起用された。
1979年11月、ワフー・マクダニエルとのインディアン・コンビで全日本プロレスの世界最強タッグ決定リーグ戦に初来日。キャリア不足のためマクダニエルの足を引っ張る形となり、対戦チームへの白星配給係で終わったが、開幕戦でアブドーラ・ザ・ブッチャー&ザ・シークの「地上最凶悪コンビ」に血ダルマにされたシーンは語り草となるなど、ジョバーとしての役割を全うした。リーグ戦終了後の12月には韓国遠征にも参加し、大木金太郎が保持していたインターナショナル・ヘビー級王座に挑戦している。
1980年からはロサンゼルス地区でチーフ・ランニング・ヒル（Chief Running Hill）を名乗り、メキシコ系アメリカ人のアル・マドリルとのタッグチームで活動。オックス・ベーカー&ジ・エンフォーサーなどのチームと抗争し、ヒール時代のハルク・ホーガンともシングルマッチで対戦している。1981年にはオクラホマ州のトライステート・プロモーションにてポール・オーンドーフの実弟テリー・オーンドーフらと組み、同地区認定のタッグ王座を獲得した。
1982年、チーフ・ジェイ・ストロンボーの「弟」として、ジュールズ・ストロンボー（Jules Strongbow）のリングネームでWWFに登場。6月28日にニューヨークのマディソン・スクエア・ガーデンにて、ミスター・サイトー&ミスター・フジの日系悪党コンビからWWFタッグ王座を奪取した。7月13日にペンシルベニア州アレンタウンでサイトー&フジに奪還されるが、10月26日に同所で返り咲きに成功。以降、翌1983年3月8日にワイルド・サモアンズに敗れるまでタイトルを保持した。WWFでは、ジェシー・ベンチュラ、アドリアン・アドニス、ブラックジャック・マリガン、ジミー・スヌーカ、カウボーイ・ボブ・オートン、スウェード・ハンセン、バロン・シクルナ、スーパースター・ビリー・グラハム、プレイボーイ・バディ・ローズ、ビッグ・ジョン・スタッド、サージェント・スローター、イワン・コロフ、アイアン・マイク・シャープらと対戦し、当時マグニフィセント・ムラコが保持していたインターコンチネンタル王座にも再三挑戦している。
WWFを離れた1983年8月より、オレゴンおよびワシントン州を拠点とする太平洋岸北西部のパシフィック・ノースウエスト・レスリングに参戦。マイク・ミラー、マット・ボーン、リップ・オリバー、ダイナマイト・キッド、ダグ・サマーズなどと対戦した。1984年5月からはフリッツ・フォン・エリックが主宰していたテキサス州ダラスのWCCWにて活動。リングネームに「チーフ」を冠したチーフ・ジュールズ・ストロンボー（Chief Jules Strongbow）として、ファビュラス・フリーバーズ、キラー・カーン、ジェイク・ロバーツ、ジノ・ヘルナンデス、クリス・アダムス、ミッシング・リンク、スコット・アーウィン&ビル・アーウィンなどのヒール勢と抗争した。"ロックンロール" バック・ズモフとのタッグでは、ジュールズが劣勢になると、ロックンローラー・ギミックのズモフがエプロンサイドをパーカッション代わりに叩きながら彼を鼓舞し、士気の高まったジュールズが闘いの舞いを踊って反撃に転ずるという展開を見せた。
1985年はニューヨークのインディー団体IWCCWにてグレート・コキーナと対戦。1988年よりペンシルベニア州のインディー団体NWF（かつてクリーブランドに存在したNWFとは別組織）に参戦し、晩年のブルーザー・ブロディともタッグを組んだ。以降も1990年代から2000年代初頭にかけて、同団体やオハイオ州のIWAなどにスポット出場。1999年には、当時のインディアン・レスラーの新鋭だったナバホ・ウォリアーと組んでアイアン・シーク&ニコライ・ボルコフの往年の反米コンビを破り、NWFタッグ王者となっている。

## 得意技
- トマホーク・チョップ
- インディアン・デスロック
- スリーパー・ホールド
- エルボー・ドロップ

## 獲得タイトル
NWAハリウッド・レスリング
- NWAアメリカス・タッグ王座：1回（w / アル・マドリル）[14]

NWAトライステート
- NWAトライステート・タッグ王座：2回（w / テリー・オーンドーフ、エリック・エンブリー） [6]

ワールド・レスリング・フェデレーション
- WWFタッグ王座：2回（w / チーフ・ジェイ・ストロンボー） [15]

インディー団体
- NWFタッグ王座：2回（w / ナバホ・ウォリアー、アル・ボールド・イーグル）[1]
- WWWAタッグ王座：1回（w / アル・ボールド・イーグル）[1]